# 54 Pułk Piechoty (Cesarstwo Niemieckie)
54 Pułk Piechoty im. von der Goltza (7 Pomorski) (niem. Infanterie-Regiment „von der Goltz“ (7. Pommersches) Nr. 54)  – oddział piechoty niemieckiej okresu Cesarstwa Niemieckiego.

## Charakterystyka
Pułk został sformowany 5 maja 1860. Stacjonował w Kołobrzegu i Koszalinie . Wchodził w skład II Korpusu Armijnego . Wiosną 1914 był w strukturze 3 Dywizji Piechoty.
W wyniku mobilizacji, w sierpniu 1914 pułk osiągnął gotowość bojową i w składzie 70 Brygady Piechoty 36 Dywizji został wysłany na front zachodni.
Na stopie wojennej pułk liczył początkowo 3287 żołnierzy i dysponował 53-osobowym sztabem. Jego trzon stanowiły trzy bataliony piechoty liczące etatowo po 1079 żołnierzy. Te dzieliły się na cztery trzyplutonowe kompanie. Ponadto pułk posiadał organiczną kompanię karabinów maszynowych. W kolejnych latach w armii cesarskiej następowała restrukturyzacje wojsk. Wprowadzono nowy model „dywizji wz. 1915”. Zgodnie z jej etatem, pozostawiono w pułku 97-osobową kompanię karabinów maszynowych z 15 kaemami, ale liczebność batalionu piechoty zmniejszono do 650 żołnierzy. Słabszym liczebnie batalionom dodano jednak kompanię karabinów maszynowych, a w 1917 pluton granatników i pluton moździerzy.